# Spergo glandiniformis
Spergo glandiniformis é uma espécie de gastrópode do gênero Spergo, pertencente a família Raphitomidae.